# Hiperactivitate
Hiperactivitatea este o boală de copii neelucidată și complexă. Copiii hiperactivi manifestă o cantitate excesivă de energie mobilă care însă este insuficient direcționată; sunt agitați din punct de vedere fizic și au probleme serioase de concentrare. Își controlează insuficient impulsurile, sunt prea puțin maturi în raport cu vârsta, și multe activități le sunt marcate de eșecuri. În unele cazuri la copii între 1-3 ani hiperactivitatea se manifestă într-un mediu în care există posibilitatea de a se dezvolta pe plan cognitiv, de exemplu în familii cu unul sau mai mulți copii, cei care sunt mai mici și hiperactivi pot imita ceea ce văd la ceilalți membri ai familiei, pot învăța să spună cuvinte noi, comunicarea fiind mai amplă în familii numeroase, dar poate fi și în cazul familiilor cu un singur copil. În unele cazuri poate fi luată drept „boală” pentru că hiperactivitatea ar fi înăbușită la copii care ar fi lăsați singuri într-un pătuț, neavând cu cine să interacționeze copilul poate dezvolta o formă de autism, vorbirea îi va fi târzie, perceperea mediului înconjurător va fi necorespunzătoare cu vârsta copilului, alte probleme legate de învățarea mersului.
Hiperactivitatea poate avea legătură genetică de la părinte la copil, sau poate fi un comportament ereditar. Alte observații pot fii corelate cu starea în care se găsește un cuplu la momentul conceperii unui copil, toate trăirile și experiențele  umane avute de un cuplu putând fi transmise la copil prin genetică, fapt însă insuficient cercetat.
Mediul  înconjurător este un alt factor care influențează apariția hiperactivității la copii. Într-un mediu liniștit și sănătos copilul se va dezvolta în favoarea lui prin cunoaștere, experimentare sau când interacționează cu alte persoane, lucruri sau animale, toate acestea putând contribui la formarea cognitivă a copilului. Într-un mediu ostil, cu frecvente tulburări sociale, boli, lipsuri materiale etc., hiperactivitatea ajunge să devină o „boală” care va afecta creșterea copilului și capacitatea lui de a percepe mediul înconjurător.